# Лев Діоген
Лев Діоген (*Λέων Διογένης, 1069—1087) — співімператор Візантійської імперії у 1069—1070 роках.

## Життєпис
Походив з аристократичного роду Діогенів. Син Романа IV, візантійського імператора, та Євдокії Макремболітіси. Народився у 1069 році. Невдовзі стає співімператором. При цьому отримав статус порфирогенета, оскільки народився, коли його батько вже став імператором.
У 1071 році втратив титул співімператора після поразки Романа IV у битві при Манцикерті з сельджуками. З огляду на малий вік не розглядався як загроза для династії Дук. Разом з тим обмежувався в пересуванні.
Лише зі сходженням на трон Олексія Комніна отримав можливість для військової кар'єри. Брав участь у битвах з італійськими норманами, зокрема у битвах при Діррахії та Лариссі. А у 1087 році був у війську, яке рушило проти печенігів. В одній із битв з останніми Лев Діоген загинув.